# Herbert Ommer
Herbert Ommer (* 12. September 1952 in Bensberg; † 12. Juli 2021) war ein deutscher Ingenieur für Nachrichtentechnik und Sachbuchautor. Ab seiner Pensionierung bei der Deutschen Telekom befasste er sich verstärkt als Sachbuchautor mit der Montangeschichte im Bergischen Land.

## Bergbau
Herbert Ommer interessierte sich bereits während seines Studiums der Nachrichtentechnik in den 1970er-Jahren für den Bergbau im Bensberger Erzrevier. In diesem Zusammenhang absolvierte er zunächst ein Praktikum unter Betreuung des zuständigen Geologen auf der Grube Lüderich. Es folgten zwei Praktika in der Markscheiderei der Grube Lüderich. Im Laufe der Jahre baute er eine bedeutende Sammlung zum Thema Bergbau auf. Er galt als Fachmann für alle Fragen im Zusammenhang mit dem Bergbau im Bergischen Land. Er bot zudem Führungen zu den vielen Relikten des Bergbaus in der Umgebung von Bergisch Gladbach an.

## Auszeichnungen
Im Jahr 2013 wurde ihm für sein Engagement für regionale Kultur und das Handwerk der Rheinlandtaler verliehen.

## Mitgliedschaften
- Vorsitzender des Fördervereins des Bergischen Museums für Bergbau, Handwerk und Gewerbe e. V. Bergisch Gladbach
- Ring Deutscher Bergingenieure

## Schriften
- Bergbaurelikte im Königsforst. In: Bergbau im Bergischen Land – Beispiele von Bergbauspuren zwischen Sülz und Wahnbach, Geschichtsverein Rösrath (Hrsg.), Rösrath 2002. ISBN 3-922413-52-8
- Das Erbe des Erzes, Die Grube Weiß. (Mitautoren: Gerhard Geurts und Herbert Stahl), Bergisch Gladbach 2003, ISBN 3-00-011243-X
- Das Erbe des Erzes, Band 2, Die Gruben auf den Gangerzlagerstätten im Erzrevier Bensberg. (Mitautoren: Gerhard Geurts, Herbert Stahl), Köln, 2004, ISBN 3-00-014668-7
- Das Erbe des Erzes, Band 3, Die Gruben in der Paffrather Kalkmulde. (Mitautoren: Gerhard Geurts, Hans Dieter Hilden und Herbert Stahl), Bergisch Gladbach 2006, ISBN 3-932326-49-0
- Das Erbe des Erzes, Band 4, Der Lüderich. (Mitautoren: Gerhard Geurts, Hans Dieter Hilden, Siegfried Raimann und Herbert Stahl), Bergisch Gladbach 2008, ISBN 3-932326-52-0
- Das Erbe des Erzes, Band 5, Neue Nachrichten und Geschichten zum Erzrevier Bensberg, (Mitautoren: Alois Döring, Gerhard Geurts, Lothar Speer, Herbert Stahl), Bergisch Gladbach 2014, ISBN 978-3-00-044826-3